# Tatjana Gojščik
Tatjana Genadijevna Gojščik (rusko Татьяна Геннадиевна Гойщик), ruska atletinja, * 6. julij 1952, Konovalov, Irkutska oblast, Sovjetska zveza.
Nastopila je na olimpijskih igrah leta 1980 in tam osvojila naslov olimpijske prvakinje v štafeti 4×400 m. V teku na 400 m je osvojila bronasto medaljo na evropskem dvoranskem prvenstvu leta 1980. 